# Cronologia da televisão no mundo
Esta é uma cronologia da televisão no mundo.

## Década de 1900
- 1900 na televisão:
- 1901 na televisão:
- 1902 na televisão:
- 1903 na televisão:
- 1904 na televisão:
- 1905 na televisão:
- 1906 na televisão:
- 1907 na televisão:
- 1908 na televisão:
- 1909 na televisão:

## Década de 1910
- 1910 na televisão:
- 1911 na televisão:
- 1912 na televisão:
- 1913 na televisão:
- 1914 na televisão:
- 1915 na televisão:
- 1916 na televisão:
- 1917 na televisão:
- 1918 na televisão:
- 1919 na televisão:

## Década de 1920
- 1920 na televisão:
- 1921 na televisão:
- 1922 na televisão:
- 1923 na televisão:
- 1924 na televisão:
- 1925 na televisão: São exibidas as primeiras imagens em movimento na televisão (30 de outubro).
- 1926 na televisão: John Logie Baird demonstra o primeiro sistema de televisão do mundo com 40 membros de Royal Institution, em Londres, Inglaterra (26 de janeiro). Ocorre a primeira transmissão de televisão no Japão (25 de dezembro).
- 1927 na televisão: Philo Taylor Farnsworth, inventor estadunidense, torna-se a primeira pessoa a transmitir um sinal da televisão com sucesso (7 de setembro).[1] A Columbia Broadcasting System (CBS), uma das maiores redes de televisão e rádio dos Estados Unidos, é fundada (18 de setembro). The Jazz Singer, estrelado com Al Jolson, estreia na TV (6 de outubro).
- 1928 na televisão: John Logie Baird, inventor escocês, demonstra um sistema de televisão em cores do mundo (3 de julho). A primeira partida de tênis é televisionada (12 de julho).
- 1929 na televisão: Ocorrem as primeiras transmissões do sistema de televisão de Baird de 30 linhas, pela BBC (25 de agosto).

## Década de 1930
- 1930 na televisão: O primeiro-ministro britânico Ramsay MacDonald e sua família usam a TV para assistir a primeira drama de televisão britânica, The Man With the Flower in His Mouth (14 de julho).
- 1931 na televisão: O programa de televisão do evento esportivo do Japão é beisebol (17 de fevereiro). Henri de France funda a Compagnie Générale de Télévision (CGT) (6 de dezembro).
- 1932 na televisão: É fundada no Reino Unido a primeira rede de televisão da Europa, a British Broadcasting Corporation, mais conhecida como BBC. O primeiro programa politíco de televisão é realizada na CBS, na Cidade de Nova York (11 de outubro).
- 1933 na televisão:
- 1934 na televisão: A Lei das Comunicações de 1934 é aprovada pelo Congresso dos Estados Unidos, criando o órgão regulador da área de telecomunicações dos Estados Unidos, Federal Communications Commission (19 de junho).[2] Ocorre a primeira emissora da televisão na União Soviética (5 de novembro).
- 1935 na televisão:
- 1936 na televisão: O primeiro jogo de futebol ao vivo é transmitido pela televisão alemã que mostra um empate por 2 a 2 entre a Alemanha e a Itália (15 de novembro).[3]
- 1937 na televisão: A coroação do rei Jorge VI é o primeiro evento transmitido ao vivo na história da televisão (10 de maio). O campeonato de tênis Wimbledon é televisionado pela BBC pela primeira vez (21 de junho).
- 1938 na televisão: O primeiro jogo de futebol entre Inglaterra e Escócia é exibido na BBC (19 de abril). O final da Copa da Inglaterra é televisionado pela primeira vez (23 de abril).
- 1939 na televisão: O primeiro jogo de basebol entre Princeton e Columbia é televisionado em Nova York (17 de maio). A primeira partida de boxe da categoria peso-pesado entre Max Baer e Lou Nova no Yankee Stadium é televisionada (1 de junho). O primeiro jogo de Major League Baseball é televisionado entre Cincinnati Reds e  Brooklys Dodgers em Brooklyn, Nova York (26 de agosto). O primeiro jogo de futebol americano entre os colégios Fordham University e Waynesburg College é televisionado em Randall's Island, Nova York (30 de setembro). O primeiro jogo da National Football League entre Brooklyn Dodgers e Philadelphia Eagles é televisionado (22 de outubro).

## Década de 1940
- 1940 na televisão: O noticiário da televisão da história, NBC News, é fundado (21 de fevereiro). O primeiro jogo de hóquei sobre gelo entre New York Rangers e Montreal Canadiens é televisionado (25 de fevereiro). O primeiro jogo de basquete entre Fordham e Universidade de Pittsburgh é televisionado (28 de fevereiro). A primeira partida do beisebol entre Chicago White Sox e Chicago Cubs é televisionada em Nova Iorque, Estados Unidos (16 de abril). Peter Carl Goldmark da CBS anuncia a invenção um sistema de televisão em cores (29 de agosto). Ocorre a primeira exibição da alta definição de TV em cores (3 de setembro).
- 1941 na televisão: A NBC americana transmite o primeiro comercial da televisão (1 de julho). A Padrão NTSC é adotada pelos Estados Unidos (30 de abril).
- 1942 na televisão:
- 1943 na televisão: A primeira transmissão de ópera de TV, Hansel and Gretel, é exibida (23 de dezembro).
- 1944 na televisão: Estreia a primeira comédia musical de TV, The Boys From Boise (28 de setembro).
- 1945 na televisão:
- 1946 na televisão: Começa a primeira transmissão de beisebol de TV em Chicago, Illinois, entre o Saint Louis Cardinals e Chicago Cubs (20 de abril). A primeira transmissão de televisão começa na Canadá (3 de junho). A primeira transmissão de televisão em preto e branco é realizada no México (19 de agosto).
- 1947 na televisão: Estreia o programa infantil de TV, Kukla, Fran and Ollie (13 de outubro). O programa infantil estadunidense Howdy Doody é apresentado pela primeira vez (27 de dezembro).
- 1948 na televisão: A American Broadcasting Company (ABC), uma rede de TV estadunidense, é fundada (19 de abril). (Em setembro de 1948 o brasileiro Olavo Bastos Freire, realizou com sucesso na cidade de Juiz de Fora a primeira experiência de geração, transmissão e recepção aberta e totalmente eletrônica de televisão documentada não só no Brasil, mas na América do Sul. Os equipamentos utilizados ainda são mantidos pelo museu da imagem e do som de Juiz de Fora).
- 1949 na televisão: O Prêmio Emmy é apresentado na TV de Los Angeles (31 de janeiro).

## Década de 1950
- 1950 na televisão: A União Europeia de Radiodifusão é fundada (12 de fevereiro). A primeira notícia da TV sobre eleição geral resulta no Reino Unido (23 de fevereiro). A primeira emissora da televisão começa no México (31 de agosto). TV Tupi, a primeira emissora da televisão no Brasil, é inaugurada em São Paulo (18 de setembro).
- 1951 na televisão: Estréia o programa cómico I Love Lucy com Lucille Ball na CBS (15 de outubro).É exibida a primeira telenovela brasileira,Sua vida me pertence.
- 1952 na televisão:Surge a TV Paulista,quebrando o monopólio da Tupi como única emissora de TV do Brasil.
- 1953 na televisão: A revista estadunidense TV Guide, especializada em programação da TV, é publicada pela primeira vez, com 10 edições e uma circulação de 1.562.000 (3 de abril). A coroação da Rainha Elizabeth II é televisionada no Reino Unido (2 de junho). A Rede Record, a mais antiga emissora de TV brasileira em atividade até hoje, inicia suas transmissões na cidade de São Paulo, Brasil (27 de setembro). A RCTV, uma rede de televisão venezuelana, é fundada por William H. Phelps Jr. (15 de novembro).
- 1954 na televisão: A primeira transmissão de televisão começa na Colômbia (13 de junho).Há o televisionamento da Copa do Mundo FIFA,sendo a Copa realizada naquele ano na Suíça.
- 1955 na televisão:
- 1956 na televisão: Elvis Presley aparece no programa The Milton Berle Show (3 de abril).
- 1957 na televisão: Rádio e Televisão de Portugal (RTP) é lançada (7 de março).
- 1958 na televisão: A Fuji TV, uma rede de televisão japonesa, é fundada (18 de novembro).
- 1959 na televisão:

## Década de 1960
- 1960 na televisão: Acontece a primeira transmissão de televisão japonesa a cores (25 de setembro). A Rede Excelsior é fundada em 9 de julho.
- 1961 na televisão: A Telefe, a emissora de televisão argentina, é fundada (21 de julho).
- 1962 na televisão: A menor televisão do mundo, TV5-303, é lançada pela Sony (17 de abril).
- 1963 na televisão: A notícia do assassinato de John F. Kennedy mostra nas três maiores emissoras da TV norte-americana (22 de novembro). A mais antiga série de televisão, estréia na BBC, Doctor Who (23 de novembro). Na polícia de Dallas, Jack Ruby, que mata o suspeito do assassinato do presidente norte-americano John F. Kennedy, Lee Harvey Oswald, mostra ao vivo na televisão pela primeira vez (24 de novembro).
- 1964 na televisão:
- 1965 na televisão: A Rede Globo, a maior emissora de TV da América Latina e a 2ª maior do mundo (atrás da Rede Americana, ABC), é fundada no Rio de Janeiro, Brasil (26 de abril). A propaganda de cigarro é proibida na televisão da Inglaterra (1 de agosto).
- 1966 na televisão:
- 1967 na televisão: Entrou no ar no dia 13 de maio, em São Paulo, SP, a Rede Bandeirantes, mais conhecida como Band pelo empresario João Saad, que contou com a ajuda do sogro, o político Adhemar de Barros, antigo proprietário da Rádio Bandeirantes.
- 1968 na televisão:
- 1969 na televisão: Scooby-Doo, desenho animado americano estréia na CBS. A TV Cultura é vendida a Fundação Padre Anchieta. Em 1 de setembro vai ao ar o telejornal mais assistido no Brasil, o Jornal Nacional, da Rede Globo.

## Década de 1970
- 1970 na televisão: A Public Broadcasting Service (PBS), uma rede de TV norte-americana, é fundada (5 de outubro). A Rede Excelsior fecha devido a censura instituída no Brasil. A Copa do Mundo FIFA de 1970 é transmitida a cores no Brasil.
- 1971 na televisão: O último comercial de cigarro é exibido na TV dos Estados Unidos (31 de dezembro).
- 1972 na televisão: A France 3, o segundo maior canal de televisão público, é lançada na França (31 de dezembro).
- Ocorre a primeira transmissão de TV colorida para todo o Brasil,durante a transmissão da "Festa da Uva.
- 1973 na televisão:
- 1974 na televisão:
- 1975 na televisão:
- 1976 na televisão: É inaugurado no Brasil a TV Studios (TVS), pelo consagrado apresentador e empresario Silvio Santos.
- 1977 na televisão:
- 1978 na televisão:
- 1979 na televisão:

## Década de 1980
- 1980 na televisão: O primeiro uso de Closed Caption na televisão estadunidense (16 de março). A CNN (sigla de Cable News Network), uma rede de TV norte-americana, é fundada (1 de junho). MTV, um canal de televisão norte-americana, é fundada (1 de agosto).
- 1981 na televisão: O Sistema Brasileiro de Televisão entra no ar ( 19 de agosto ). Antes, a emissora era conhecida como TVS, o que foi um passo fundamental para dar vida ao canal.
- 1982 na televisão:
- 1983 na televisão:Rede Manchete é fundada 5 de junho no lugar da Rede Excelsior
- 1984 na televisão:As emissoras se unem para fazer a cobertura das "Diretas Já",que clamavam pela redemocratização do Brasil.
- 1985 na televisão: Larry King Live estréia na CNN (3 de junho). Small Wonder (conhecido como Super Vicky) estréia na ABC (7 de setembro). Macgyver estréia na ABC (29 de setembro).
- 1986 na televisão:
- 1987 na televisão:
- 1988 na televisão: É transmitido no Brasil o seriado japonês Jaspion.
- 1989 na televisão: Dragonball Z, um anime (desenho japonês), estreia na Fuji TV, no Japão (18 de abril). Os Simpsons, um desenho animado dos Estados Unidos, estréia na FOX com um episódio especial do Natal (17 de dezembro). É inaugurado a TV Canção Nova, uma Rede de Televisão Brasileira pertencente à comunidade católica Canção Nova.Sílvio Santos vende a TV Record para o pastor e dono da Igreja Universal do Reino de Deus,Edir Macedo.

## Década de 1990
- 1990 na televisão: Entra no ar MTV Brasil, sendo comandado pelo Grupo Abril, A Emissora foi a Terceira versão da MTV no mundo, e a Primeira em TV Aberta. Entra no ar a RecordTV, agora sob o comando de Edir Macedo,líder da Igreja Universal do Reino de Deus.
- 1991 na televisão:
- 1992 na televisão: O Cartoon Network um canal de televisão norte-americana, é fundado (1 de outubro). Em Março, entra no ar a Rede OM Brasil. No mesmo ano, a Rede OM celebrou contrato de fornecimento de programação à TV Gazeta de São Paulo (de propriedade da Fundação Cásper Líbero). Estava assim construído alicerces para formação de um rede nacional de televisão. a emissora se chamava Gazeta OM.
- 1993 na televisão: O Euronews, um canal de televisão europeu das notícias, é criado (1 de janeiro). ( 23 de maio ) Houve uma reformulação na emissora e o nome "Rede OM Brasil" deixa de ser utilizado, dando lugar à "Central Nacional de Televisão", com as iniciais da CNT. A emissora, que desde sua transformação em rede nacional alcançava o terceiro lugar em audiência, detecta a necessidade de se alavancar economicamente.

- 1994 na televisão: A France 5, um canal de telvisão público francês, é criada (13 de dezembro).
- 1995 na televisão:
- 1996 na televisão: A Lei das telecomunicações de 1996 é aprovada pelo Congresso dos Estados Unidos (3 de janeiro).[2] A Al Jazeera, uma emissora de TV jornalística do Catar, é fundada (1 de novembro). Em 1996, CNT muda novamente de nome para CNT Gazeta, sacramentando a parceria coma TV Gazeta de São Paulo. A parceria termina em junho de 2000.
- 1997 na televisão:
- 1998 na televisão: É realizada a primeira edição da maratona televisiva Teleton, em prol da AACD, pelo SBT
- 1999 na televisão: Em 10 de maio no Brasil a Rede Manchete declara falência e fecha as portas. Em 15 de novembro, É inaugurada a nova emissora, sob o nome de TV! transmitia a programação da Manchete. O nome da emissora inicialmente seria TV Ômega, então encomendado una pesquisa para a agência de publicidade Fischer America que apresentou seis nomes para o público, tendo a RedeTV! sido a escolhida.

## Década de 2000
- 2000 na televisão: Em junho de 2000, chega ao fim a parceria da CNT com a TV Gazeta, depois que a emissora paulista não renova afiliação com a CNT e inicia o projeto daRede CNT.
- 2001 na televisão: O segundo avião dos atentados terroristas contra Torres Gêmeas é visto ao vivo na televisão, por milhões de espectadores (11 de setembro).
- 2002 na televisão:
- 2003 na televisão: Em 8 de outubro, entra no ar a Nova Geração de Televisão (NGT).
- 2004 na televisão:
- 2005 na televisão: Mix TV tem inicia a transmissão por canal aberto (21 de janeiro). É inaugurado a Rede Aparecida, uma rede de televisão brasileira de conteúdo religioso e de variedades, com sede em Aparecida, no estado de São Paulo.
- 2006 na televisão:
- 2007 na televisão: A RCTV deixa de ter sinal aberto, mas pouco tempo depois passa a transmitir em sinal fechado com o nome de RCTV Internacional (27 de maio). A Primeira Transmissão da Ideal TV, sendo transmitida por televisão por assinatura (1 de Outubro). Entra no ar, Rede Brasil de Televisão, mais conhecida como Rede Brasil ou RBTV (07 de Abril).
- 2008 na televisão:
- 2009 na televisão: Chega ao Brasil a primeira filial na América Latina da BBC, a BBC Brasil. Ideal TV encerra sua transmissões (09 de julho)

## Década de 2010
- 2010 na televisão:
- 2011 na televisão:
- 2012 na televisão:
- 2013 na televisão: É extinta a MTV Brasil (31 de setembro). A Ideal TV retorna ao ar, em canal aberto, substituindo MTV Brasil (1 de outubro)
- 2014 na televisão: É realizado o último Telethon de Jerry Lewis, após 48 anos.
- 2015 na televisão:
- 2016 na televisão: É iniciado o desligamento do sinal analógico pelo Brasil.[4]
- 2017 na televisão: É extinto o canal MixTV.
- 2018 na televisão: